# Virus (gruppo musicale britannico)
I Virus sono un gruppo musicale thrash metal britannico formato nel 1986 a Brighton and Hove.

## Storia

### I Virus negli anni '80
I Virus nacquero a Brighton nel 1986 ed erano composti da Henry Heston alla voce e chitarra, John Damien Hess al basso e Tez Kaylor alla batteria. Il primo concerto della band fu a Londra assieme a Suicidal Tendencies e Chelsea. In questo periodo partecipò alla compilazione Fast Forward To Hell (Metalworks, 1987), con i brani Malignant Massacre e T.N.T.. Fu solo dopo questa prima apparizione che Coke McFinlay si unì alla band come chitarrista, prima che la band trovasse il contratto con la Metalworks che li portò al primo album intitolato Pray for War (1987). In questo periodo la band coniò il termine "Nuclear Metal" per riferirsi alla propria formula che mescolava rozzamente Hardcore punk e Thrash metal. La mancanza di consenso della critica, non scoraggiò il quartetto, che nel 1988 pubblicò il secondo album intitolato Force Recon (Metalworks), che fu invece ben accolto dalla stampa specializzata. Martin Popoff, nel suo libro del 2005  The Collector's Guide of Heavy Metal Volume 2: The Eighties che la band di Pray for War paragonò il suono di brani come No Return di questo album ai Voivod, proprio per il connubio tra metal e punk rock. Fu comunque il terzo album intitolato Lunacy (AVM Records, 1989), quello più riuscito e maturo, anche grazie ad un suono più compatto, alla maggior profondità dei testi ed alle qualità vocali di Henry Heston. La band si sciolse da lì a poco per il trasferimento di Kaylor ed Heston negli Stati Uniti, annullando così il già previsto tour americano con i Death. I due tentarono invano di ricomporre la band negli States.

### I Virus nella reunion anni '10
Nel 2008, Coke Finlay riformò la band per un concerto. Poiché gli altri membri non volevano prendere parte alla reunion, Finlay assoldò altri musicisti. Oltre a Finlay, la band ora era composta dal batterista Dave Sherwood, dal bassista Matt Cooper e dal chitarrista Sam Brandon. Successivamente Cooper passò alla chitarra elettrica, dopodiché Steve Taylor si unì alla band come bassista. Taylor, a sua volta, fu sostituito poco tempo dopo da Max Edwards.
Nel 2008, la band ha anche tenuto altre esibizioni insieme a Lawnmower Deth, Gama Bomb, Savage Messiah e Discharge. L'EP Raped by Mutants uscì nel 2009 per la ritrovata Metalworks.
All'inizio del 2010, Dave Sherwood e Matt Cooper lasciarono la band e furono sostituiti dal bassista Paul James e il batterista Darren "Rusty" Rust. Nello stesso anno Scott Lauzon divenne il chitarrista. I concerti in Europa continuarono nel 2011 e nel 2012, con date in Spagna, Norvegia e Bulgaria. La band si è anche esibita all'Hammerfest 2012 e al Bulldog Bash 2012 e ha suonato in due concerti con D.R.I.. Nel 2013 realizzarono un nuovo album intitolato A New Stain of an Old Disease. Nel 2020 pubblicano il loro quinto album intitolato Evilution Apocalypse (Combat, 2020).

## Formazione

### Formazione attuale
- Coke McFinlay - voce, chitarra
- Matt Cooper - chitarra
- Max Edwards - basso

### Ex componenti
- Terry Kaylor - batteria
- Henry Heston - voce
- Damien Hess - basso
- Dave Sherwood - batteria
- Benny Herb - voce
- Sid Sholly - chitarra
- Sam Brandon - chitarra
- John Damien Hess - basso
- Mark Baronowski - basso
- Isa - basso
- Steve Taylor - basso

## Discografia

### In studio
- 1987 - Pray For War
- 1988 - Force Recon
- 1989 - Lunacy
- 2013 - A New Strain of an Old Disease
- 2020 - Evilution Apocalypse

### EP
- 2009 - Raped By Mutants

### Raccolte
- 1993 - Warmonger The Compilation